# ASEA

Logo ASEA używane przed połączeniem z Brown Boveri

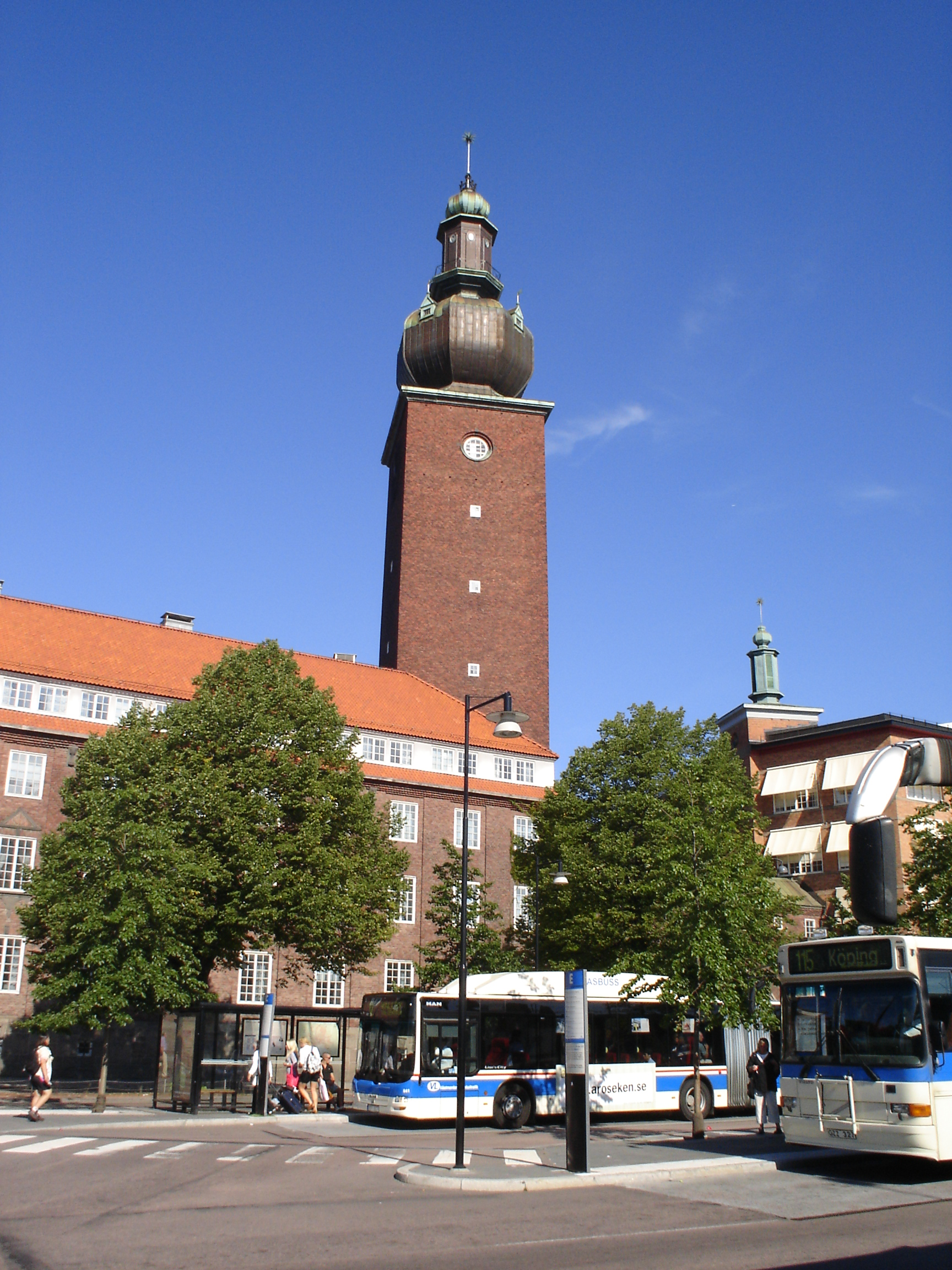
Stara siedziba główna przedsiębiorstwa w Västerås

ASEA (Allmänna Svenska Elektriska Aktiebolaget) – szwedzkie przedsiębiorstwo branży elektroenergetycznej i transportowej, obecnie w grupie ABB.

## Historia

Logo ASEA używane od późnych lat XIX wieku do 1933

W 1883 r. w Sztokholmie Ludvig Fredholm założył firmę Elektriska Aktienbolaget produkującą oświetlenie i generatory. W 1890 połączyła się ona z Wenströms & Gantströms Elektriska Kraftbolag i ostatecznie powstała firma ASEA.
W 1889 Jonas Wenström wynalazł system trójfazowy dla generatorów (prądnic), transformatorów i silników, co uwieńczone zostało zbudowaniem w 1893 pierwszego trójfazowego systemu przesyłowego w Szwecji. W latach 1900–1910 sukcesy w elektryfikacji Szwecji pozwoliły przedsiębiorstwu na ekspansję do Wielkiej Brytanii, Hiszpanii, Danii i Finlandii.
W 1926 ASEA dostarczyła lokomotywy do nowo budowanej linii kolejowej z Göteborga do Sztokholmu. W 1932 przedsiębiorstwo zbudowało największy na świecie samochłodzący transformator i wchłonęło AB Svenska Fläktfabriken. W latach 1940–1950 ASEA rozszerzyła asortyment w takich dziedzinach jak energetyka, transport, hutnictwo i wydobycie kopalin.
W 1952 ASEA wybudowała pierwszą na świecie linię elektroenergetyczną 400 kV. W 1953 ASEA stała się pierwszym przedsiębiorstwem wytwarzającym syntetyczne diamenty, a w 1954 została przez nie zbudowana pierwsza linia wysokiego napięcia prądu stałego (HVDC).
W latach 60. przedsiębiorstwo specjalizowało się w układach przesyłu prądu stałego i wybudowało pierwszy w Szwecji reaktor w elektrowni jądrowej (9 z 12 reaktorów w Szwecji wybudowała ASEA). W 1974 ASEA uruchomiła jeden z pierwszych robotów przemysłowych.
W 1986 ASEA zatrudniała 71 000 pracowników i od 1988 tworzy wraz z Brown Boveri grupę ABB.